# Синтемерія-Орля (комуна)
Синтемерія-Орля (рум. Sântămăria-Orlea) — комуна у повіті Хунедоара в Румунії. До складу комуни входять такі села (дані про населення за 2002 рік):
- Баломір (333 особи)
- Берештій-Хацегулуй (380 осіб)
- Бучум-Орля (196 осіб)
- Ваду (99 осіб)
- Сечел (397 осіб)
- Синпетру (260 осіб)
- Синтемерія-Орля (881 особа) — адміністративний центр комуни
- Субчетате (574 особи)
- Чопея (402 особи)

Комуна розташована на відстані 277 км на північний захід від Бухареста, 32 км на південь від Деви, 140 км на південь від Клуж-Напоки, 136 км на схід від Тімішоари.

## Населення
За даними перепису населення 2002 року у комуні проживали 3522 особи.
Національний склад населення комуни:
| Національність | Кількість осіб | Відсоток |
| -------------- | -------------- | -------- |
| румуни         | 3270           | 92,8%    |
| цигани         | 190            | 5,4%     |
| угорці         | 36             | 1,0%     |
| італійці       | 18             | 0,5%     |
| німці          | 5              | 0,1%     |
| українці       | 1              | < 0,1%   |

Рідною мовою назвали:
| Мова       | Кількість осіб | Відсоток |
| ---------- | -------------- | -------- |
| румунська  | 3440           | 97,7%    |
| циганська  | 43             | 1,2%     |
| угорська   | 31             | 0,9%     |
| італійська | 6              | 0,2%     |
| українська | 1              | < 0,1%   |
| німецька   | 1              | < 0,1%   |

Склад населення комуни за віросповіданням:
| Релігія                                       | Кількість осіб | Відсоток |
| --------------------------------------------- | -------------- | -------- |
| православні                                   | 2699           | 76,6%    |
| баптисти                                      | 283            | 8,0%     |
| п'ятдесятники                                 | 262            | 7,4%     |
| адвентисти                                    | 133            | 3,8%     |
| римо-католики                                 | 76             | 2,2%     |
| реформати                                     | 31             | 0,9%     |
| греко-католики                                | 10             | 0,3%     |
| унітарії                                      | 5              | 0,1%     |
| не релігійні                                  | 2              | 0,1%     |
| лютерани (Синодально-пресвітеріанська церква) | 1              | < 0,1%   |
| атеїсти                                       | 1              | < 0,1%   |
| не вказали релігію                            | 17             | 0,5%     |